# Balerna
Balerna (deutsch veraltet: Balern) ist eine politische Gemeinde im Kreis Balerna im Bezirk Mendrisio des Kantons Tessin in der Schweiz.

## Geographie

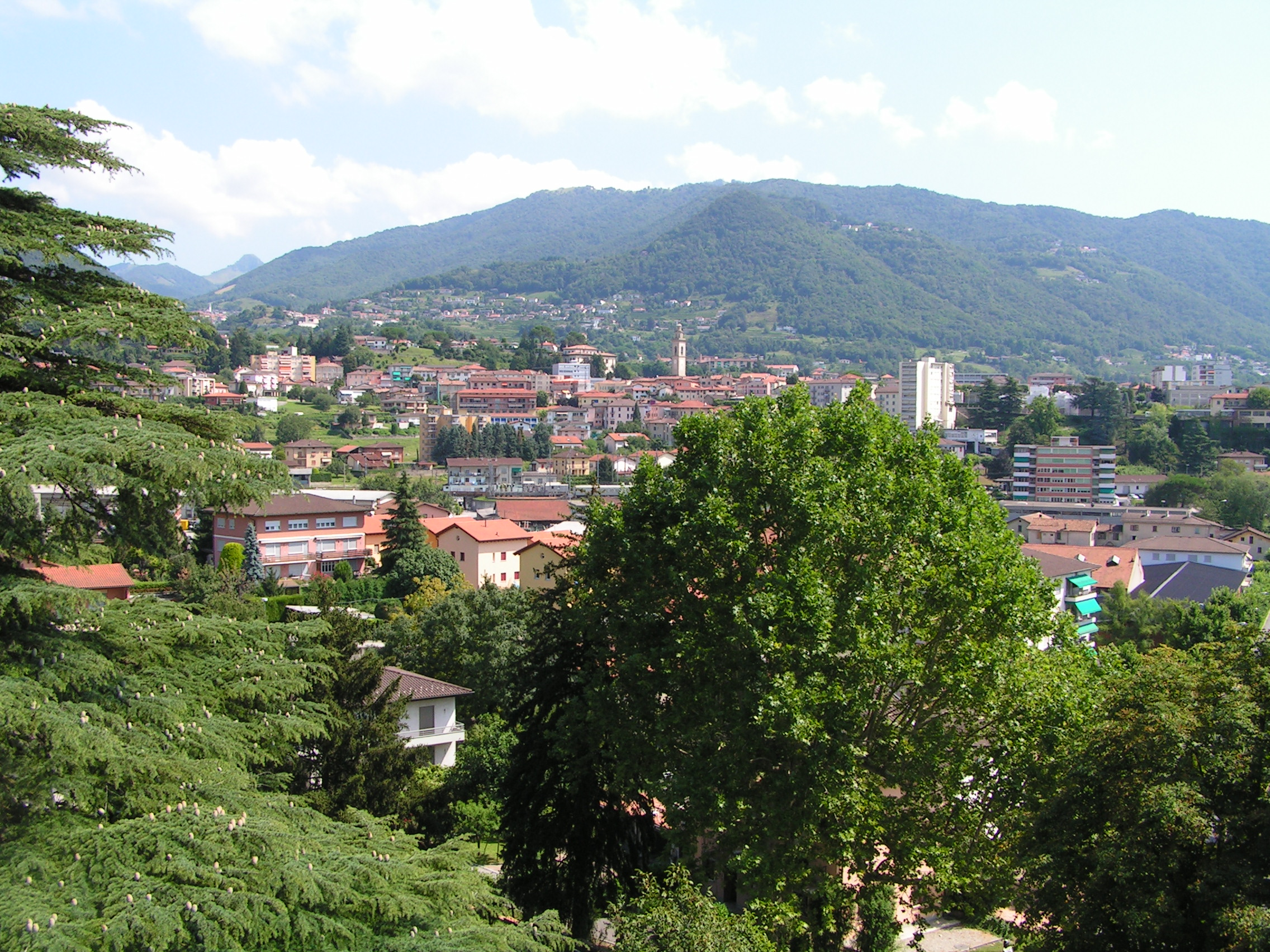
Balerna von Süden

Balerna liegt zwischen Mendrisio und Chiasso. Die Nachbargemeinden von Balerna sind Chiasso, Morbio Inferiore, Castel San Pietro, Coldrerio und Novazzano.
Das historische Ortszentrum liegt etwas erhöht auf einem Hügel. Die tiefsten Gebiete der Gemeinde im Süden liegen auf 235 m ü. M., die höchsten an den Hängen zu Castel San Pietro im Norden auf rund 346 m ü. M. Im Osten liegt die Schlucht der Breggia, im Süden die Ebene der Faloppia westlich von Chiasso. In den tiefen Regionen des Vororts von Chiasso haben sich viele Industrie- und Dienstleistungsbetriebe angesiedelt.
Die Autobahn A2 und die Gotthardlinie queren das Gemeindegebiet im Süden. Die Hauptstrasse 2 führt durchs Ortszentrum. Der Güterbahnhof von Chiasso liegt teilweise auf Gemeindegebiet.

## Geschichte

Luftbild von Werner Friedli von 1946

Ab 865 bildete das Dorf zusammen mit dem benachbarten Castel San Pietro ein concilium (Nachbarschaft). Im 12. Jahrhundert besassen geistliche Zehntherren (decimani) sowie das Kloster Sant’Abbondio in Como Grundrechte in Balerna. Die 1115 erstmals als Barerna erwähnte Gemeinde besteht aus den Siedlungen Caslaccio, Mercole, Sant’Antonio, Bisio, Pontegana und Passeggiata. Im 13. Jahrhundert stand Balerna zunächst in Abhängigkeit der Stadt Como (Quartier Porta Sala), später in jener des Bischofs. Mit Como geriet Balerna 1335 unter die Herrschaft der Mailänder Visconti, auf die Franchino Rusca folgte.
Den Mailändern folgten 1512 die Eidgenossen, die es mit Mendrisio zu einer Vogtei vereinigten, in der Balerna seine wiederholt bestätigten Privilegien behaupten konnte. Bis 1573 hatte der Vogt in Balerna einen Gerichtshof, in den Balerna zwei plebani und Mendrisio zwei reggenti abordnete. 1798 sollte Balerna der Cisalpinischen Republik zugeschlagen werden, doch sprach sich Balerna in einer Abstimmung für den Verbleib bei der Schweiz aus. Im Dekret von Aarau vom 30. Mai 1798 wurde Balerna zusammen mit Mendrisio der Helvetischen Republik angeschlossen.

## Bevölkerung
Einwohnerzahlen: Volkszählungsdaten

## Wirtschaft
Die Einwohner sind zu 6 % in der Agrarwirtschaft, zu 20 % in der Industrie sowie zu 78 % im tertiären Sektor tätig (Stand 1990). Das 1913 gegründete, im Chemikalien- und Mineralölhandel tätige Familienunternehmen «ECSA Centonze Gruppe» und die Affinerie Valcambi haben hier ihren Sitz. Ebenfalls in Balerna produziert der Kaffeeverarbeiter Caffè Chicco d’Oro.

## Sehenswürdigkeiten
- Der Komplex der Stiftskirche San Vittore Martire stammt aus dem 17. Jahrhundert, ihre Apsiden jedoch wahrscheinlich aus dem 13. Jahrhundert; sie enthält Fresken von Francesco Antonio Giorgioli und die an Pier Francesco Mazzucchelli genannt Morazzone zugeschrieben werden; die Fassade stammt aus dem Jahr 1709 nach einem Plan von Agostino Silva; der Kirchturm wurde 1658–1661 gebaut.[9][10]
- Kirche San Giovanni Battista e della Vergine[9]
- Villa vescovile genannt Belvedere[9]
- Erzpriestershaus und Alte Nunziatura; der bischöfliche Palast wurde vom Bischof Francesco Bonesana († 1709) nach dem Plan von Carlo Silva errichtet[9]
- Ruine Schloss Pontegana in Castellazzo bei Pontegana, von dem noch die Spuren eines Turms stehen. Das Schloss, das auf die Gallierzeit zurückreichen soll, wurde wahrscheinlich um 1350 von Bonifazio Quadri, dem Bischof von Como, restauriert; es bestand noch 1403[11][12]
- Turnhalle in der Via Franscini, erbaut von Mario Botta in den Jahren 1976–1978
- Naturpark Breggia-Schluchten

Stiftskirche San Vittore
Stiftskirche San Vittore, Innenansicht
Stiftskirche San Vittore, Fresko
Burgruine Pontegana
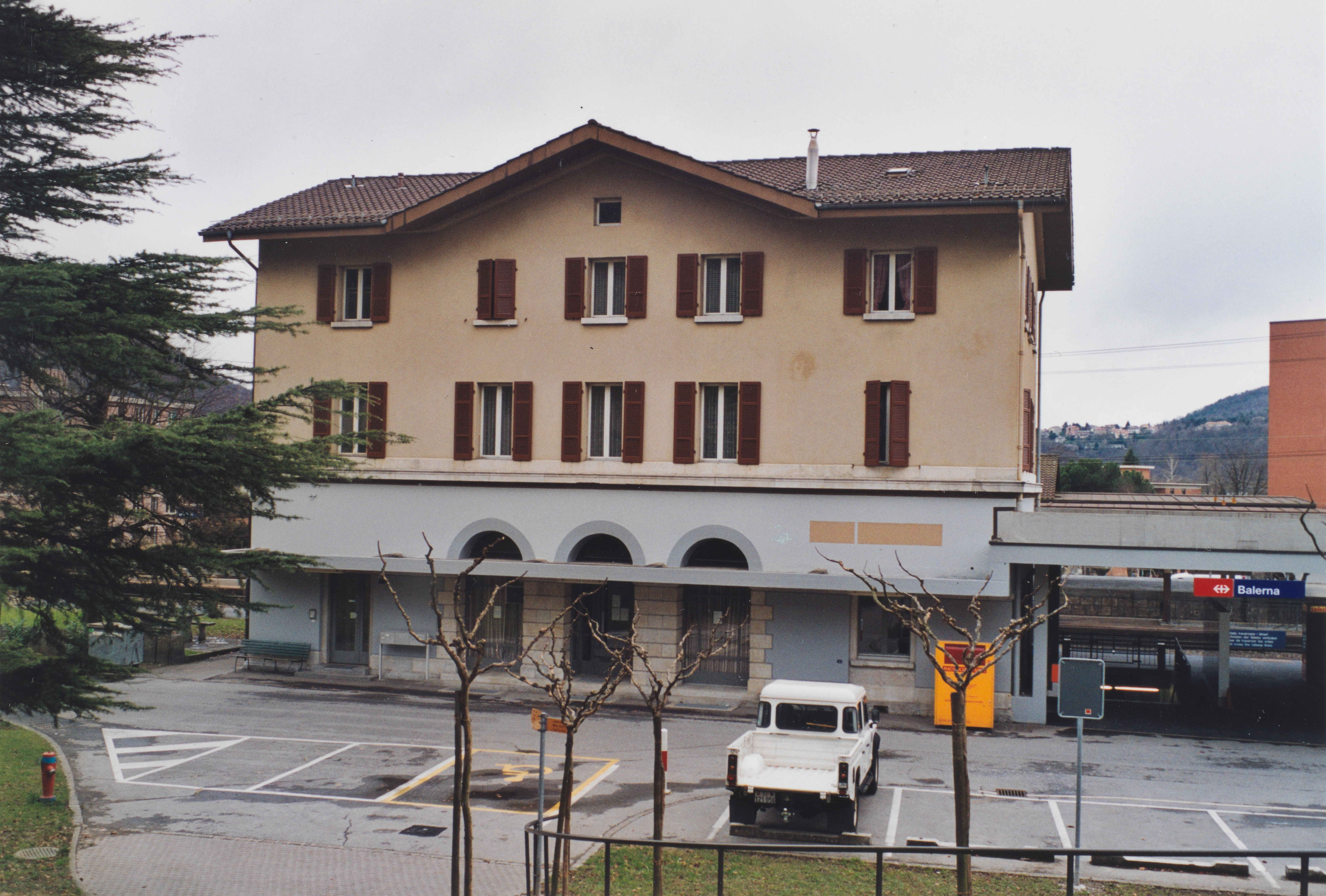
Stationsgebäude Balerna (2003)

## Kultur
- Museo del Caffè (Chicco d’Oro)[13]
- Associazione dei Librai della Svizzera Italiana (ALSI)[14]
- Associazione Cultura Popolare[15]

## Sport
Der S.C. Balerna ist ein Fussballverein, der 2015 in der 2. Liga der Federazione Ticinese di Calcio spielt.